# اعتراضات به افزایش قیمت سوخت در زیمبابوه
در ۱۴ ژانویه ۲۰۱۸ (۲۴ دی ۱۳۹۷) دولت امرسون منانگاگوا اقدام به افزایش ۱۳۰٪ قیمت سوخت در زیمبابوه زد و مردم زیمبابوه در کنار این موضوع به افزایش سطح فقر، افت اقتصادی و پایین آمدن استانداردهای زندگی اعتراض کردند. به دنبال آن، دولت زیمبابوه با خشونت به مردم پاسخ داد و صدها نفر را دستگیر و چند تن را کشت. این اعتراض‌ها پس از سه روز پایان یافت.

## زمینه
در تلاش برای بهبود اوضاع مالی و پولی پس از روی کار آمدن منانگاگوا در سال ۲۰۱۷ دولت یک سری سیاست‌های ریاضت اقتصادی را شروع کرد تا به اقتصاد از پا در آمده کشور، جانی دوباره دهد. در اکتبر ۲۰۱۸ کسری ارز باعث شد کسب و کارهای بسیاری بسته شوند و کالاهای وارداتی از جمله سوخت کمیاب شود.